# Francisco Búrquez Valenzuela
Francisco de Paula Búrquez Valenzuela (Hermosillo, Sonora; 6 de junio de 1958) es un empresario y político sonorense. A sus 16 años, fundó un rancho ganadero en el Valle de Tacupeto. Egresó de la carrera de Ingeniería Industrial por el Instituto Tecnológico de Estudios Superiores de Monterrey y migró a México para cursar una maestría en Alta Dirección de Empresas en el Instituto Panamericano de Alta Dirección de Empresa.
Desde 1980 se ha desarrollado como empresario en los ramos hotelero, inmobiliario, agropecuario, financiero y manufacturero. Fue fundador de la Sociedad de ahorro y préstamo popular “Comunidades Unidas” (1992-1994), estuvo afiliado a la Unión Social de Empresarios de México de 1993 al 2000, fue Presidente del Centro Empresarial Norte de Sonora  de 1994 a 1996 y Presidente de la Coparmex Federación Noroeste de 1996 1997.
Marcado fuertemente por el Maquío, en 1997 dejó el liderazgo empresarial para entrar de lleno en la política. En 2000 fue elegido Presidente Municipal de Hermosillo, Sonora. Como Alcalde recibió diversas distinciones, entre las que destacan en materia de transparencia: el Premio Nacional por el combate a la corrupción que otorgan CIDE-FORD, el reconocimiento a Hermosillo como municipio modelo en transparencia por parte de la Secretaría de Contraloría y Desarrollo Administrativo y de la International City/County Management Association, como una de las 20 ciudades más transparentes de México. En el 2002 fundó las Fiestas del Pitic.
Al término del trienio, fue elegido Presidente del Comité Estatal del PAN, dirigencia que ocupó hasta el año 2005, para volver a la actividad empresarial.
En 2009 fue llamado para presidir el Consejo para la Promoción Económica del Estado de Sonora, cargo que ocupó hasta el año 2011. 
Perteneció a la LXIII Legislatura del Congreso de la Unión de México como senador por Sonora. Fue Vicecoordinador de Política Económica del Grupo Parlamentario del PAN, Coordinador de agenda legislativa de GPPAN y Presidente de la Comisión de Desarrollo Urbano y Ordenación Territorial en el Senado.
- Datos: Q16192629